# 扇谷健司
扇谷健司（日语：おおぎや けんじ，转写：Ogiya Kenji，1971年1月3日—），日本足球裁判，生于神奈川縣茅崎市。
扇谷健司起初是神奈川县立藤泽西高等学校和青山學院大學的足球运动员，退役后从事裁判工作。1998年成为日本一级足球裁判，2004年成为日本職業足球聯盟裁判，2005年起担任日本職業足球甲級聯賽主裁判。2011年，扇谷健司成为FIFA国际足球裁判。
在日本国外，扇谷健司是波蘭足球超級聯賽和波蘭足球甲級聯賽的主裁判。2011年中国足协也邀请他来执法中超联赛。2011年中超联赛北京国安与广州恒大的焦点战是他执法的第一场中超联赛。比赛中，扇谷健司用红牌罚下了广州恒大的冯潇霆。赛后媒体评论扇谷健司的执法虽有一些细节值得商榷，但总体圆满地完成了任务。 中国足协原本计划邀请扇谷健司执法2011年中国足协杯的决赛 ，不过后来改为邀请同为日本籍的山本雄大。2013年中超联赛第7轮，中国足协邀请扇谷健司执法大连阿尔滨与北京国安的焦点战。